# Eleocharis rabenii
Eleocharis rabenii är en halvgräsart som beskrevs av Johann Otto Boeckeler. Eleocharis rabenii ingår i släktet småsäv, och familjen halvgräs. Inga underarter finns listade i Catalogue of Life.